# Karlsvärds fästning

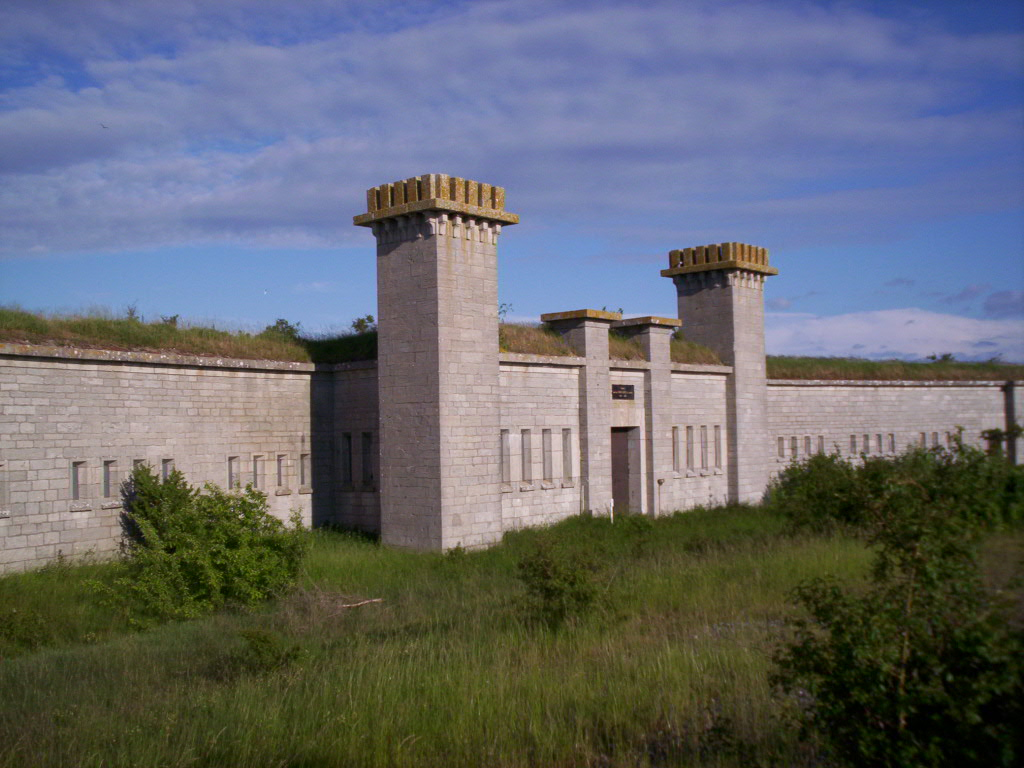
Enholmens fästning.

Karlsvärds fästning var en befästning på Enholmen utanför Slite på Gotland. På dess plats uppfördes under mitten av 1800-talet Enholmens fästning. 

## Karlsvärds fästning
1650 inlämnade Johan Wärnschiöldh en ritning till femhörnig bastionsskans med lågvall och murklädda gravar på Enholmen, en ritning, som efter några ändringar av honom själv, 1656 godkändes av Kunglig Majestät. 1657 sattes de båda västra bastionerna i gång; men föga gjordes under de följande åren och 1663 bestämde Karl XI, att befästningen skulle läggas ned. 1710 förordnade emellertid Defensionskommissionen, att en skans skulle byggas vid Slite, och landshövding Anders Sparrfelt gjorde nu en ritning, i vilken han "korrigerat" den gamla planeringen och lät 1711 påbörja arbetena på Karlsvärd som Enholmens skans då kallades, och de två bastionerna med mellanliggande kurtin blev byggda. Magnus Palmqvist föreslog emellertid, att i stället för fullföljandet av "fästningen" skulle ett par batterier och en redutt byggas, och redan 1712 var batterierna samt épaulements för infanteri och kavalleri färdiga. 1719 ansåg också Palmquist, att Karlsvärd ej borde fortsättas, utan i stället de under 1711−12 utförda verken bibehållas, och detta gillades samma år av prins Fredrik. 1723 återupptogs dock tanken på fullföljandet av Karlsvärd som då hade de två södra bastionerna i gott stånd, de nordvästra och östra bastionerna ofullbordade och den norra knappast påbörjad. Nu föreslogs lägre strandverk rundtom hela fästet.
1739 gjordes sedan ny ritning och likaså 1741, då med 1723 års plan lades till grund. Det egentliga fästet började nu fortsättas, samtidigt som en ravelin och en strandbastion påbörjades och fyra strandbatterier byggdes. Arbetena härmed pågick till 1752, då ett av Cronstedt uppgjort förslag till detacherade bastioner framför kurtinerna gillades. Sedermera föreslog Johan Bernhard Virgin strandlinjernas anläggande enligt ny plan samt tre bombfritt välvda "tours bastionnées", men 1756 bestämdes, att Karlsvärd skulle fullbordas enligt 1752 års beslut, och överste Wrede befalldes uppgöra förslag till strandverken, som dock inte fick bli stora eller dyrbara. Arbetena återupptogs 1764 och fortsattes sedan till 1770, då sekreta utskottet fann, att "den så kallade fästningen" Karlsvärd, som börjats under Karl X:s tid, först detta år kunde bli färdig så när som på strandbatterierna samt bombfria logement och förrådshus, till vilka Virgin uppgjort ritningar, som av 1766 års sekreta utskott villkorligt tillstyrkts och nu borde utföras. 1773 befalldes emellertid von Arbin att inkomma med "förkortad" dessein till Karlsvärds försättande i försvarsstånd för minsta möjliga kostnad, och 1779 hade denne uppgjort dessein till strandbatterier med "tours bastionnées", varjämte ett annat vidlyftigare förslag med stor donjon med mera samtidigt inlämnades. Något vidare arbete blev det dock inte, och den 22 april 1788 fann Kunglig Majestät, att Karlsvärd, som fortfarande var ofullbordat, hade olämplig plan och kunde inte skydda landet, varför fästningen nu utdömdes såsom varande onyttig, onödig och kostsam. Åt generalmajor Johan Christopher Toll uppdrogs att ombestyra verkens sprängning och försvarsmedlens transporterande till andra orter. Militärbefälhavaren på Gotland, Michael Silvius von Hohenhausen, framställd en begäran 1834 om en ingenjörofficer till hjälp för uppgörande av förslag till en murad befästning på rudera av Karlsvärd ledde inte till något resultat.

## Enholmens fästning
Nedanför det förfallna Karlsvärds fästnings östra och västra fronter byggdes 1854–1858 Enholmens fästning eller Enholmens batterier.
Slite hamn hade sedan gammalt varit befäst, men den befästning, som på 1650-talet anlagts på Enholmen och sedermera kallades Karlsvärd var längesedan förfallen, då 1839 års befästningskommitté föreslog, att ett nytt verk skulle anläggas till hamnens skydd. Därav blev dock intet, men då Krimkriget 1853 utbröt och Östersjön blev sannolik krigsskådeplats, beslöts hastigt Enholmens förnyade befästande, och 1854–1858 byggdes nedanför det forna Karlsvärds förfallna östra och västra fronter två kasematterade verk för uteslutande artilleriförsvar av de båda inloppen till Slite. Batterierna, som bestyckades med fyra stycken sju tums bombkanoner m/1840 och åtta stycken 24-pundiga granatkanoner vartdera, underhölls sedermera, och några träbyggnader för inkvartering av befäl och manskap uppfördes på holmen, men någon ständig besättning ditförlades icke. I samband med att Slite hamn upphörde att vara krigshamn föreskrev Kunglig Majestät den 15 december 1905 att kanonerna på Enholmen skulle försäljas samt batterier och övriga byggnader uthyras. Fästningen användes som övningsområde ända fram till 1990-talet.

## Senare användning
Från 1950- till 1990-talet låg en hemlig minstation i den gamla fästningen. Cirka femton meter under jord fanns tre stora containrar där ett tiotal personer arbetade, sov och förvarade förnödenheter innan stationen stängdes på 1990-talet. År 2008 beslutades det att Enholmen skulle säljas av Fortifikationsverket. Detta kom dock inte att genomföras utan Kulturfastighetsutredningen föreslog 2013 att Enholmen skulle kvarstå i statlig ägo.

## Bilder

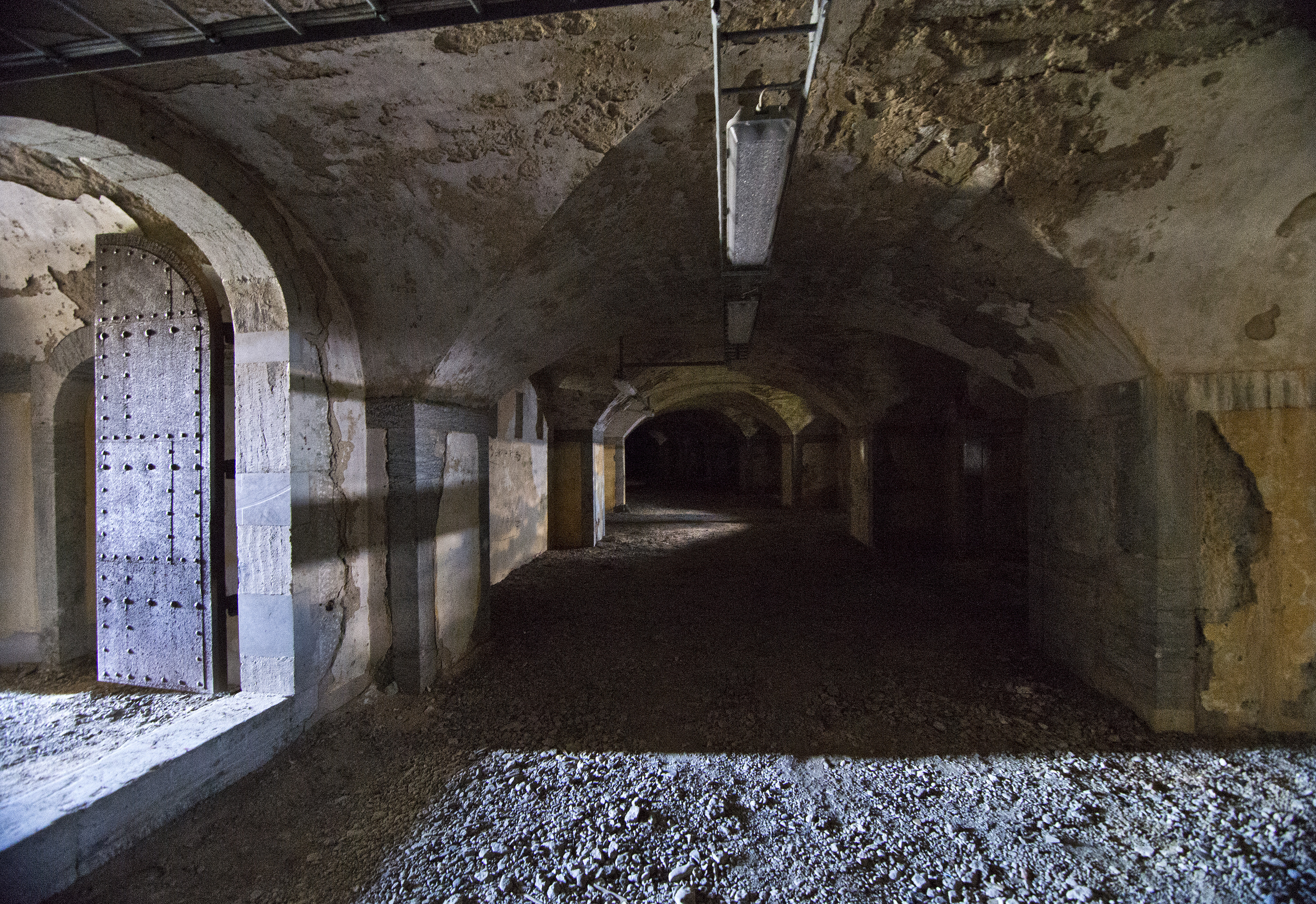
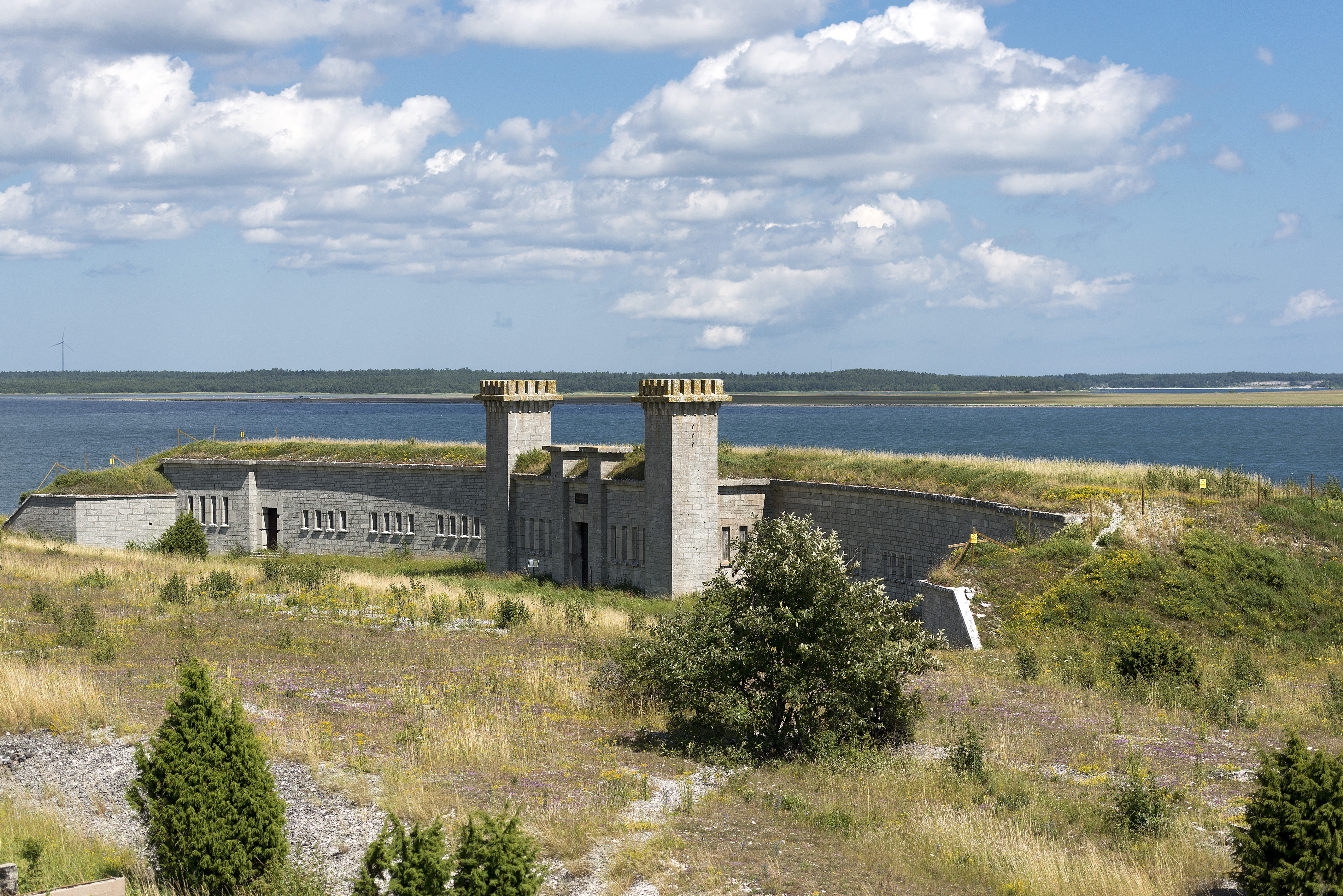
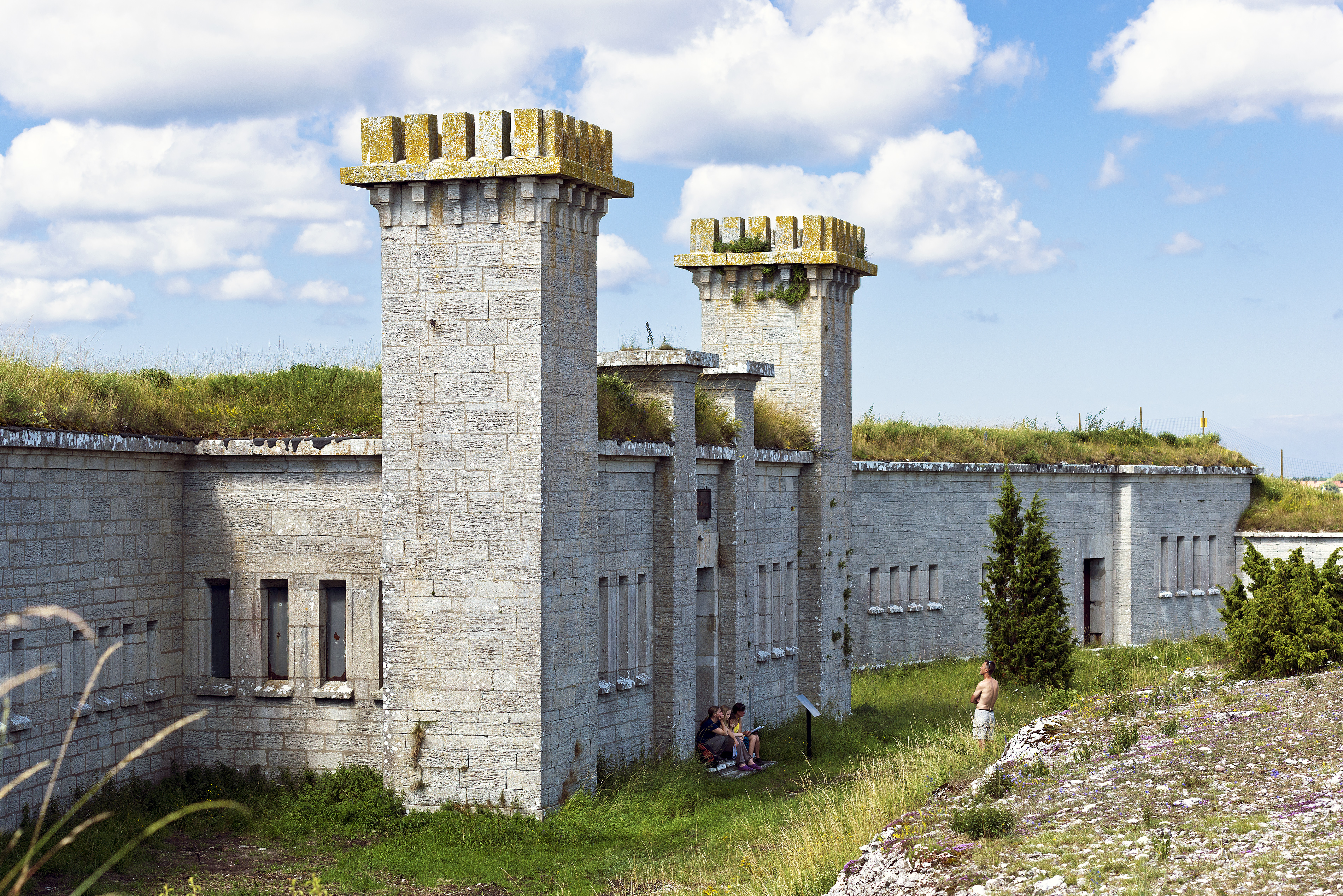
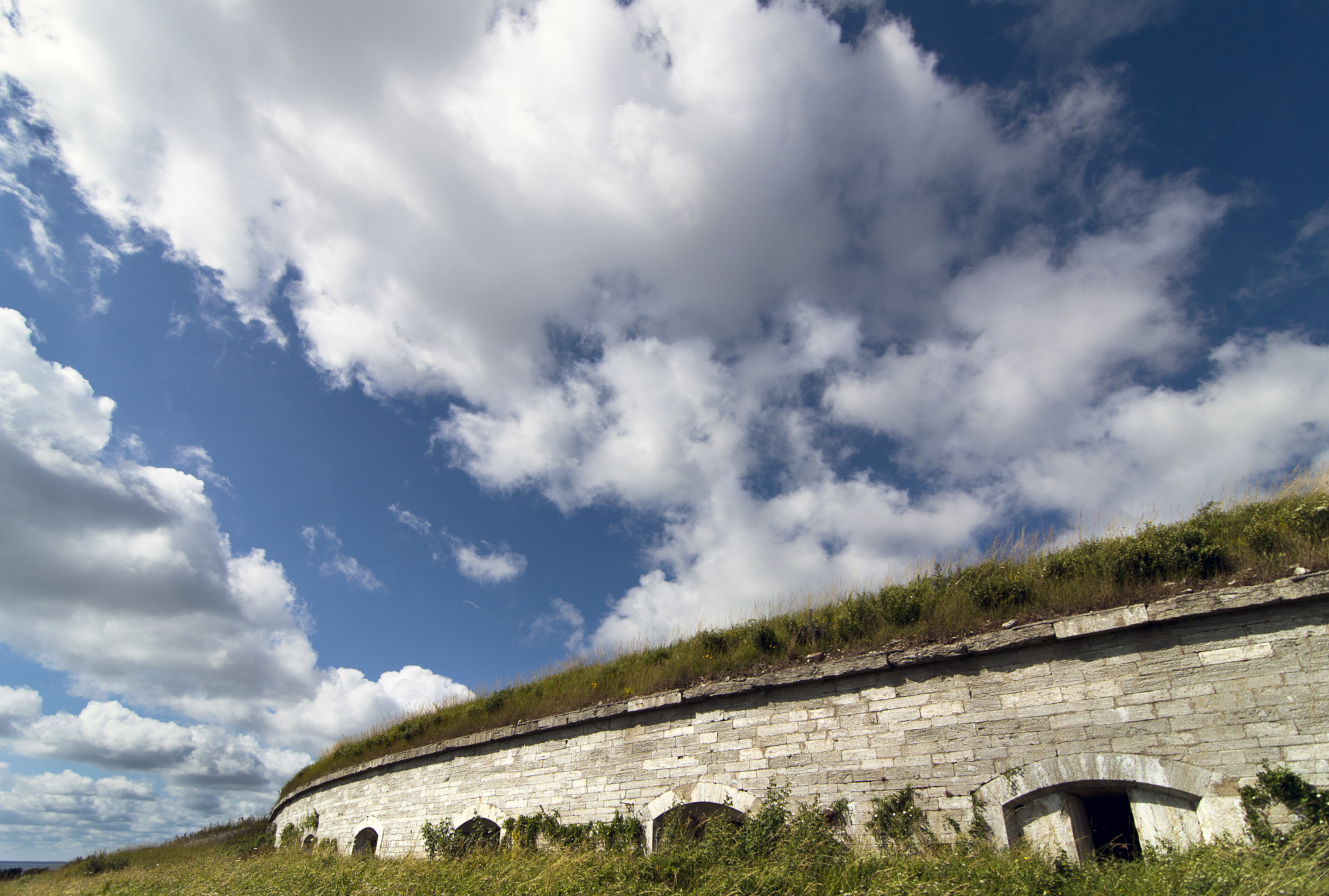
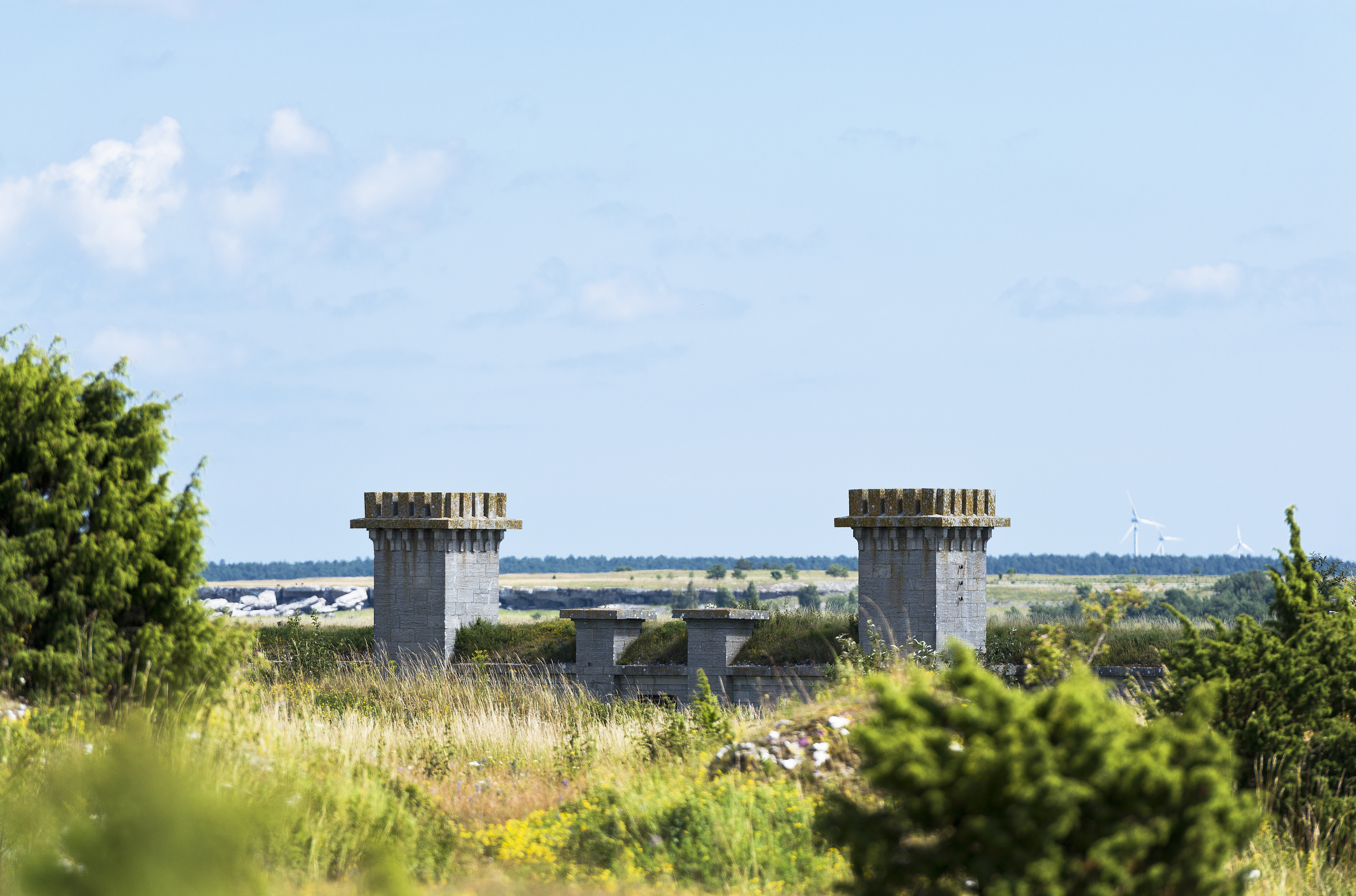